# Tir à l'arc aux Jeux paralympiques d'été de 2024
Navigation
Tokyo 2020 Los Angeles 2028
La compétition de Tir à l'arc des Jeux paralympiques d'été de 2024 se déroulent du 29 août au 8 septembre 2024 sur l'esplanade des Invalides à Paris, en France.
Les athlètes masculins et féminins ayant une déficience physique peuvent concourir debout ou en fauteuil roulant avec 9 épreuves au programme : 3 masculines, 3 féminines et 3 mixtes avec 140 athlètes prenant part aux épreuves. Aux Jeux paralympiques, le tir à l'arc n'est pas ouvert aux archers malvoyants ou atteint de cécité, ou sourds ou malentendants (https://www.ffta.fr/sites/default/files/imported-documents-files/22-10-24-categories_2022-corr_hto.pdf).

## Organisation

### Lieu de la compétition
Les compétitions de tir à l'arc ont lieu à l'Esplanade des Invalides au cœur de Paris, là où s'est tenu un mois plus tôt les épreuves de tir à l'arc aux jeux olympiques. Ce vaste espace vert est situé face à l'Hôtel des Invalides.

### Classification
Les archers reçoivent une classification en fonction du type et de l'ampleur de leur handicap. Les catégories au tir à l'arc sont les suivantes :
- W1 pour les archers ayant un handicap au niveau des membres supérieurs et inférieurs et qui concourent assis dans un fauteuil roulant.
- Open est une catégorie olympiques regroupant
  - W2 pour les archers ayant un handicap au niveau des membres inférieurs et qui concourent assis dans un fauteuil roulant.
  - ST pour les archers qui concourent debout ou assis sur un tabouret.

Les athlètes de la catégorie libre (Open) peuvent participer à six épreuves, deux en classique (recurve) ou arc à poulies (compound), en vertu des règles standards de l'épreuve ;
Les athlètes de la catégorie W1 peuvent tirer avec un arc classique ou avec un arc à poulies, modifié à partir des règles standard, à travers trois épreuves. Il n'existe pas de d'épreuves distinctes pour les deux disciplines, et dans la pratique, les épreuves W1 seront essentiellement composées d'arc à poulies car ils demandent moins de puissance à manier que l'arc classique.

### Calendrier
| EC | Epreuves de classement | ● | Finale |

| Août/Sept             | Jeu 29 | Ven 30 | Sam 31 | Dim 1  | Lun 2 | Mar 3  | Mer 4  | Jeu 5 |
| --------------------- | ------ | ------ | ------ | ------ | ----- | ------ | ------ | ----- |
| Libre - Arc à poulies | EC     |        | Femmes | Hommes | Mixte |        |        |       |
| Libre - Arc classique | EC     |        |        |        |       | Femmes | Hommes | Mixte |
| W1                    | EC     |        | Femmes | Hommes | Mixte |        |        |       |

## Participants

### Critères de qualification
Les places de qualification sont attribuées au CNP et non à un athlète individuel. Cependant, les places attribuées par la commission bipartite reste individuelles.
Un comité national peut inscrire un maximum de deux archers éligibles par épreuve individuelle avec un total maximum de six quotas hommes et six quotas femmes. Un comité a le droit d'envoyer une seule équipe aux épreuves mixtes s'il dispose d'un archer masculin et d'une archère féminine.
| Qualification                                                | Date                 | Lieu                 | Quota Hommes | Quota Hommes  | Quota Hommes  | Quota Femmes | Quota Femmes  | Quota Femmes  | Total |
| Qualification                                                | Date                 | Lieu                 | W1           | Arc à poulies | Arc classique | W1           | Arc à poulies | Arc classique | Total |
| ------------------------------------------------------------ | -------------------- | -------------------- | ------------ | ------------- | ------------- | ------------ | ------------- | ------------- | ----- |
| Championnats du monde de tir à l'arc handisport - Individuel | 17–23 juillet 2023   | Pilsen               | 2            | 16            | 14            | 2            | 12            | 8             | 54    |
| Championnats du monde de tir à l'arc handisport - Par équipe | 17–23 juillet 2023   | Pilsen               | 4            | 4             | 4             | 4            | 4             | 4             | 24    |
| Championnats parasportifs européens 2023                     | 10–20 août 2023      | Rotterdam            | 1            | 2             | 2             | 1            | 2             | 2             | 10    |
| Championnats para-asiatiques 2023                            | 16–25 novembre 2023  | Bangkok              | 1            | 2             | 2             | 1            | 2             | 2             | 10    |
| Jeux parapanaméricains de 2023 (en)                          | 15–19 novembre 2023  | Santiago             | 1            | 2             | 2             | 1            | 2             | 2             | 10    |
| Tournoi qualification Zone Afrique/Océanie                   | 2-7 mars 2024        | Dubai                | 1            | 1             | 1             | 1            | 1             | 1             | 6     |
| Tournoi qualification paralympique                           | 2-7 mars 2024        | Dubai                | 2            | 2             | 2             | 2            | 2             | 2             | 12    |
| Pays Hôte                                                    | Pays Hôte            | Pays Hôte            | 1            | 1             | 1             | 1            | 1             | 1             | 6     |
| Invitation bipartite                                         | Invitation bipartite | Invitation bipartite | 0            | 2             | 2             | 0            | 2             | 2             | 8     |
| Total                                                        | Total                | Total                | 13           | 32            | 30            | 13           | 28            | 24            | 140   |

### Nations participantes
| Afrique                    | Amériques | Asie | Europe | Océanie     |
| -------------------------- | --- | --- | --- | ----------- |
| - Afrique du Sud - Sénégal | - Brésil - Canada - Chili - Colombie - Costa Rica - Cuba - Équateur - États-Unis - Guatemala - Mexique - Pérou | - Azerbaidjan - Bangladesh - Chine - Corée du Sud - Hong Kong - Inde - Indonésie - Iran - Iraq - Japon - Malaisie - Mongolie - Philippines - Singapour - Thaïlande - Taiwan | - Allemagne - Autriche - Belgique - Espagne - Finlande - France - Grande-Bretagne - Grèce - Hongrie - Irlande - Italie - Pologne - Slovaquie - Slovénie - Tchéquie - Turquie - Ukraine | - Australie |
| 2 pays                     | 11 pays | 16 pays | 17 pays | 1 pays      |

## Résultats

### Podiums

#### Hommes
| Épreuve               | Or                    | Argent              | Bronze                         |
| --------------------- | --------------------- | ------------------- | ------------------------------ |
| Libre - Arc à poulies | Matt Stutzman (USA)   | Ai Xinliang (CHN)   | He Zihao (CHN)                 |
| Libre - Arc classique | Harvinder Singh (IND) | Lukasz Ciszek (POL) | Mohammad Reza Arab Ameri (IRI) |
| W1                    | Jason Tabansky (USA)  | Han Guifei (CHN)    | Zhang Tianxin (CHN)            |

#### Femmes
| Épreuve               | Or               | Argent                | Bronze                  |
| --------------------- | ---------------- | --------------------- | ----------------------- |
| Libre - Arc à poulies | Öznur Cüre (TUR) | Fatemeh Hemmati (IRI) | Jodie Grinham (GBR)     |
| Libre - Arc classique | Wu Chunyan (CHN) | Wu Yang (CHN)         | Elisabetta Mijno (ITA)  |
| W1                    | Chen Minyi (CHN) | Šárka Musilová (CZE)  | Tereza Brandtlová (CZE) |

#### Équipes mixtes
| Épreuve               | Or                                               | Argent                                       | Bronze                                |
| --------------------- | ------------------------------------------------ | -------------------------------------------- | ------------------------------------- |
| Libre - Arc à poulies | Grande-Bretagne- Jodie Grinham - Nathan MacQueen | Iran- Fatemeh Hemmati - Hadi Nori            | Inde- Sheetal Devi - Rakesh Kumar     |
| Libre - Arc classique | Italie- Elisabetta Mijno - Stefano Travisani     | Turquie- Merve Nur Eroğlu - Sadık Savaş      | Slovénie- Živa Lavrinc - Dejan Fabčič |
| W1                    | Chine- Chen Minyi - Zhang Tianxin                | Tchéquie- Šárka Musilová - David Drahonínský | Italie- Daila Dameno - Paolo Tonon    |

### Tableau des médailles
| Rang  | Nation          | Or | Argent | Bronze | Total |
| ----- | --------------- | -- | ------ | ------ | ----- |
| 1     | Chine           | 3  | 3      | 2      | 8     |
| 2     | États-Unis      | 2  | 0      | 0      | 2     |
| 3     | Turquie         | 1  | 1      | 0      | 2     |
| 4     | Italie          | 1  | 0      | 2      | 3     |
| 5     | Grande-Bretagne | 1  | 0      | 1      | 2     |
| 5     | Inde            | 1  | 0      | 1      | 2     |
| 7     | Tchéquie        | 0  | 2      | 1      | 3     |
| 7     | Iran            | 0  | 2      | 1      | 3     |
| 9     | Pologne         | 0  | 1      | 0      | 1     |
| 10    | Slovénie        | 0  | 0      | 1      | 1     |
| Total | Total           | 9  | 9      | 9      | 27    |

## Officiels techniques: Jeux Paralympiques 2024
- Kathy Lipscomb, Grande-Bretagne – présidente
- David Catalan, Spain – adjoint
- Robert Potts, Grande-Bretagne  – directeur des tirs
- Wang Lian, Chine
- Maya Shalaby, Slovénie
- Megan Tierney, États-Unis
- Liz Perez, Mexique
- Bjarne Strandby, Danemark
- Ghazaleh Rasouli, Iran
- Karen Pan, Chinese Taipei
- Alison Hagaman, Australie
- Ahmed Koura, Égypte
- Bettina Kratzmüller, Autriche
- Nabil Husein, Brésil
- Katerina Koncalova, République tchèque – suppléante
- Cesar Araujo, Mexique – suppléant
- Anthony Hillairet, France – suppléant
- Saruul Enkhbat, Mongolie – suppléante 4